# Николай (Кривенко)
Епископ Николай (в миру Алексей Владимирович Кривенко; род. 1 января 1971 года, посёлок Чернышевск-Забайкальский, Читинская область, РСФСР) — архиерей Русской Православной Церкви, епископ Северобайкальский и Сосново-Озёрский.

## Биография
Родился 1 января 1971 года в семье военнослужащего.
В 1990 году окончил среднюю школу № 78 посёлка Чернышевск-Забайкальский Читинской области. По окончании школы поступил в Новосибирский государственный университет на механико-математический факультет, который окончил в 1995 году.
В 1998—2000 годах проходил послушание в Рождество-Богородичном Санаксарском монастыре в Мордовии.
12 марта 2000 года прибыл на послушание в возрождающийся Посольский Спасо-Преображенский мужской монастырь в селе Посольское Кабанского района Республики Бурятия, а 19 июня того же года принят в Преображенскую обитель послушником.
21 июля 2001 года епископом Читинским и Забайкальским Евстафием (Евдокимовым) был пострижен в монашество с именем Николай в честь царя-страстотерпца Николая II.
23 июля 2001 года епископом Читинским и Забайкальским Евстафием рукоположён в сан иеродиакона. 24 июля 2001 года им же рукоположён во иеромонаха.
25 июля 2001 года назначен и. о. наместника Посольского Спасо-Преображенского мужского монастыря, став её вторым наместником обители после её возрождения.
С 18 июля 2002 года начаты работы по восстановлению собора монастыря, являющегося древнейшим каменным храмом Бурятии. В течение лета и осени 2003 года восстановлен его разрушенный третий световой этаж, начато строительство юго-восточной угловой башни будущей ограды обители.
30 августа 2003 года в селе Посольское были проведены торжественные мероприятия, посвящённые 300-летнем юбилею села и Спасо-Преображенскому Посольскому монастырю.
В 2003 году поступил на заочный сектор Томской духовной семинарии.
С 15 мая 2005 года по 30 июля 2006 года — старший иеромонах Свято-Троицкого Селенгинского мужского монастыря в селе Троицкое Прибайкальского района Бурятии.
31 июля 2006 года назначен исполняющим обязанности наместника Посольского Спасо-Преображенского мужского монастыря.
В июне 2007 года назначен благочинным Кабанского округа.
В 2009 году заочно окончил Томскую духовную семинарию.
В декабре 2009 года назначен благочинным монастырей Улан-Удэнской епархии. 25 декабря 2009 года решением Священного Синода утверждён в должности наместника Посольского Спасо-Преображенского монастыря.
7 апреля 2010 года в Посольском Спасо-Преображенском мужском монастыре епископом Савватием (Антоновым) возведён в сан игумена.
В 2010 году назначен духовником Улан-Удэнской епархии.
В 2014 году окончил исторический факультет Бурятского государственного университета.
5 мая 2015 года решением Священного Синода избран епископом Северобайкальским и Сосново-Озёрским.
16 мая 2015 года в храме святителя Николая Чудотворца Свято-Троицкого Селенгинского мужского монастыря архиепископом Улан-Удэнским и Бурятским Савватием (Антоновым) возведён в сан архимандрита.
12 июля 2015 года в соборе святых апостолов Петра и Павла Петропавловской крепости Санкт-Петербурга состоялась епископская хиротония архимандрита Николая (Кривенко) во епископа Северобайкальского и Сосново-Озёрского, которую совершили: Патриарх Московский и всея Руси Кирилл, митрополит Ташкентский и Узбекистанский Викентий (Морарь), митрополит Санкт-Петербургский и Ладожский Варсонофий (Судаков), митрополит Минский и Заславский Павел (Пономарёв), митрополит Казанский и Татарстанский Анастасий (Меткин), митрополит Рижский и всея Латвии Александр (Кудряшов), митрополит Улан-Удэнский и Бурятский Савватий (Антонов), митрополит Ханты-Мансийский и Сургутский Павел (Фокин), архиепископ Александровский и Юрьев-Польский Евстафий (Евдокимов), архиепископ Петергофский Амвросий (Ермаков), архиепископ Южно-Сахалинский и Курильский Тихон (Доровских), епископ Царскосельский Маркелл (Ветров), епископ Солнечногорский Сергий (Чашин), епископ Кронштадтский Назарий (Лавриненко), епископ Благовещенский и Тындинский Лукиан (Куценко), епископ Касимовский и Сасовский Дионисий (Порубай), епископ Тихвинский и Лодейнопольский Мстислав (Дячина), епископ Гатчинский и Лужский Митрофан (Осяк), епископ Славгородский и Каменский Всеволод (Понич).

## Награды
- набедренник (2003)
- наперсный крест (2004)
- палица (24 апреля 2011)